# Adelaide di Löwenstein-Wertheim-Rosenberg
Adelaide di Löwenstein-Wertheim-Rosenberg, il cui nome completo era 	Sophie Amelie Adelheid Louise Johanne Leopoldine di Löwenstein-Wertheim-Rosenberg (Kleinheubach, 3 aprile 1831 – Ryde, 16 dicembre 1909), fu la moglie di Michele I del Portogallo, che sposò dopo la sua deposizione. Da vedova, assicurò matrimoni vantaggiosi per le loro sei figlie.

## Biografia

### Infanzia

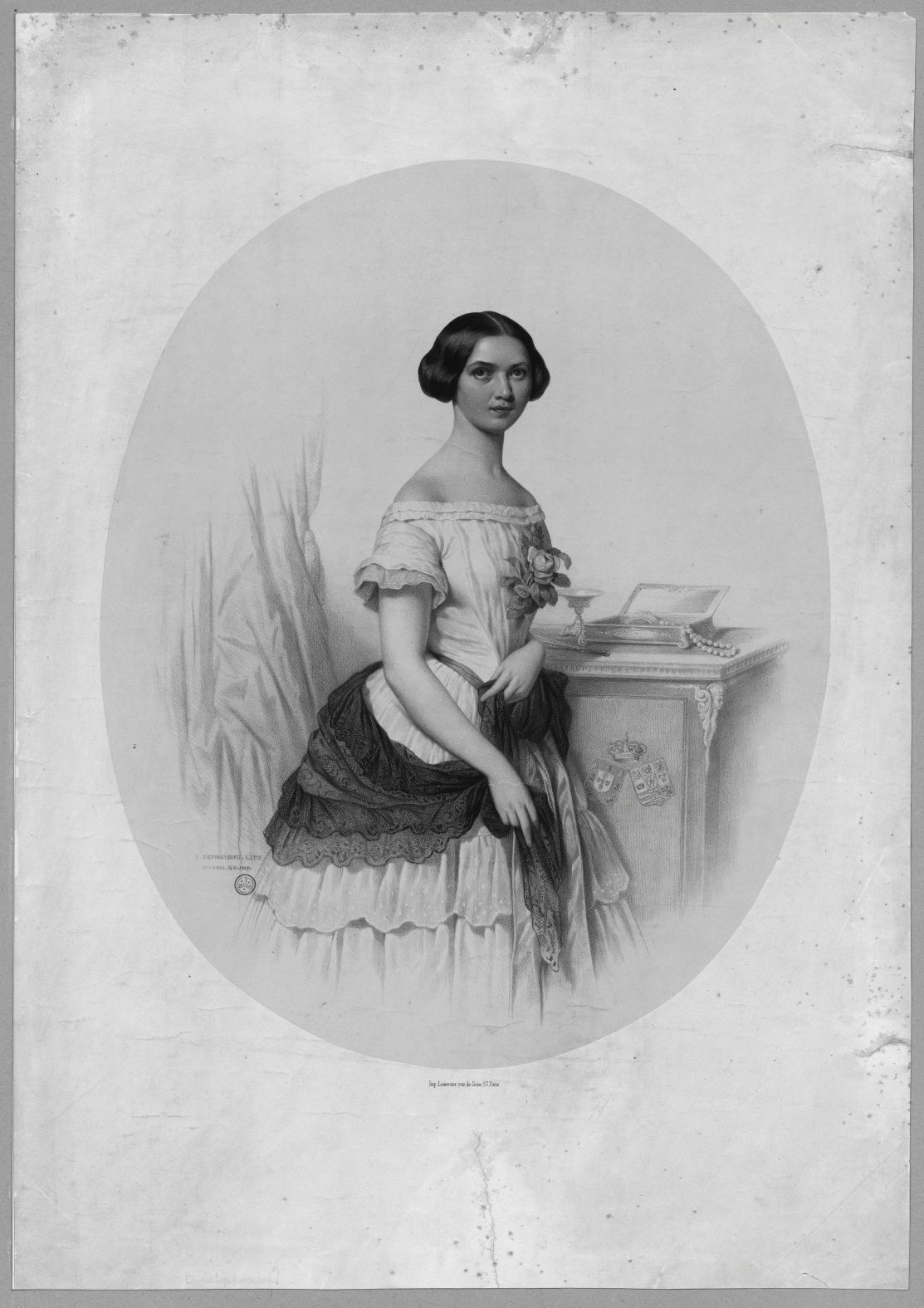
Adelaide in una stampa d'epoca

La principessa Adelaide di Löwenstein-Wertheim-Rosenberg nacque a Kleinheubach, nei pressi di Miltenberg in Baviera, il 3 aprile 1831, domenica di Pasqua. Era una delle figlie di Costantino, principe ereditario di Löwenstein-Wertheim-Rosenberg (1802–1838), e della principessa Agnese di Hohenlohe-Langenburg. Adelaide aveva quattro anni e mezzo quando sua madre morì e sette quando perse anche suo padre. Adelaide e suo fratello Carlo furono allevati dai nonni paterni, Carlo Tommaso, principe di Löwenstein-Wertheim-Rosenberg (1783–1849), e sua moglie, la principessa Sofia di Windisch-Graetz. I suoi nonni materni erano Carlo Luigi, principe di Hohenlohe-Langenburg e la contessa Amalia Enrichetta di Solms-Baruth.

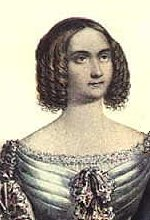
Una giovane Adelaide

La principessa Adelaide apparteneva alla famiglia Löwenstein-Wertheim, un ramo originariamente morganatico del Casato di Wittelsbach, che alla fine fu elevato a status principesco e mediatizzata nel 1819.

### Matrimonio

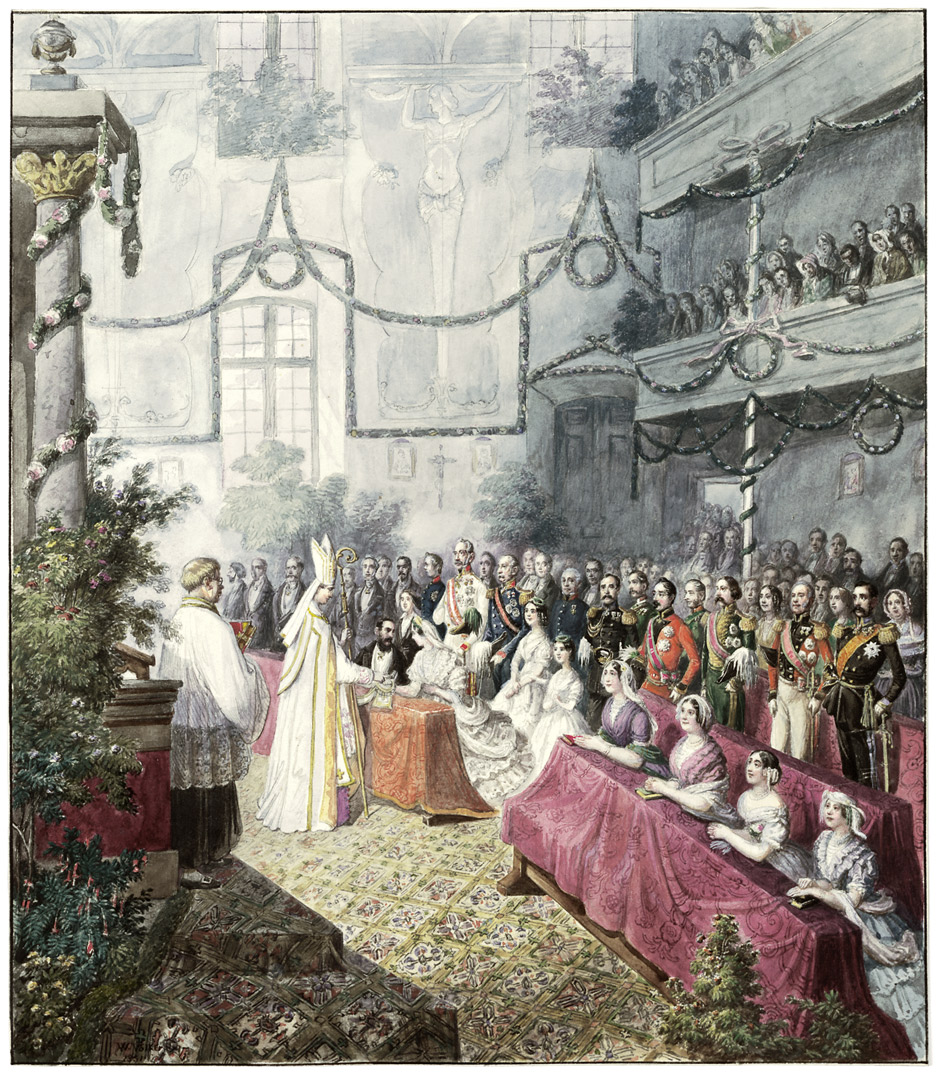
Il matrimonio di Adelaide e Michele I del Portogallo

Il 24 settembre del 1851 Adelaide sposò il re in esilio Michele I del Portogallo, figlio del re Giovanni VI di Portogallo e dell'Infanta Carlotta Gioacchina di Spagna. La sposa aveva vent'anni e lo sposo quasi quarantanove.
Michele aveva in principio servito da reggente in Portogallo per la sua nipote e promessa sposa Maria II, ma si era impadronito del trono il 23 giugno 1828. Era un accanito conservatore ed estimatore di Metternich. Aveva invalidato la Carta Costituzionale scritta da suo fratello, Pietro I del Brasile e cercato di governare secondo il concetto di monarchia assoluta. Ciò portò alle cosiddette Guerre Liberali (1828–1834), in realtà una prolungata guerra civile tra costituzionalisti progressisti e assolutisti autoritari.

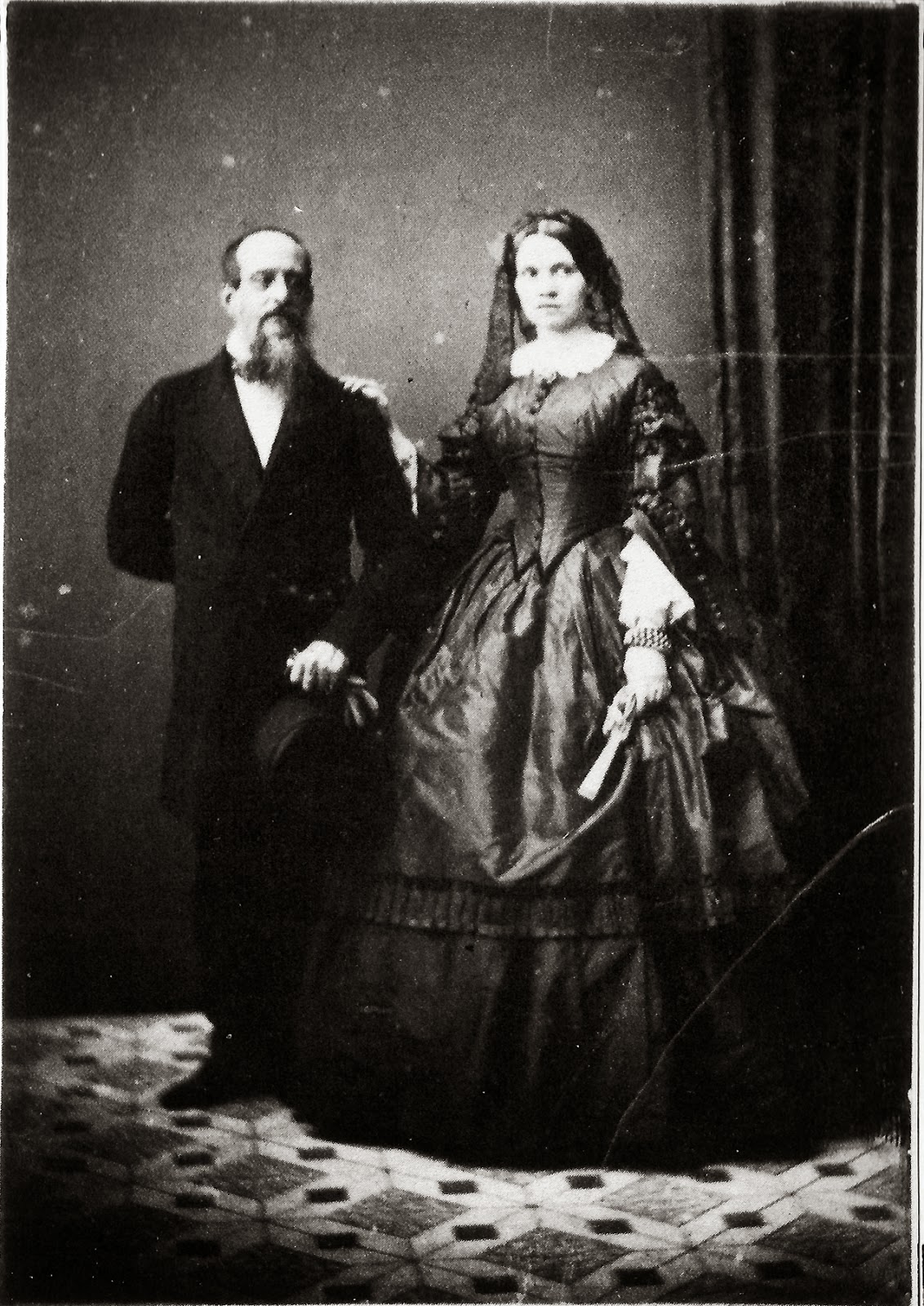
Michele I del Portogallo ed Adelaide

La guerra terminò nel 1834 con la deposizione di Michele, che rinunciò alle sue pretese sul trono del Portogallo in cambio di una pensione annuale, ma, poiché egli rinnegò i termini della sua deposizione, non incassò mai la pensione. Fu costretto a un esilio permanente. Mentre rimase il membro maschio più anziano della linea portoghese del casato di Braganza, i suoi diritti di successione non furono mai ripristinati. Il 15 gennaio 1837 il suo appoggio all'Infante Carlo, Conte di Molina, il primo pretendente carlista al trono spagnolo, portò alla soppressione dei propri diritti al detto trono.
Anche se Adelaide si sposò fra i reali, il fatto che suo marito fosse un personaggio controverso per l'intera penisola iberica, così come un simbolo della monarchia assoluta e conservatorismo apparentemente lasciava scarse prospettive per ognuno dei suoi discendenti.

### Morte

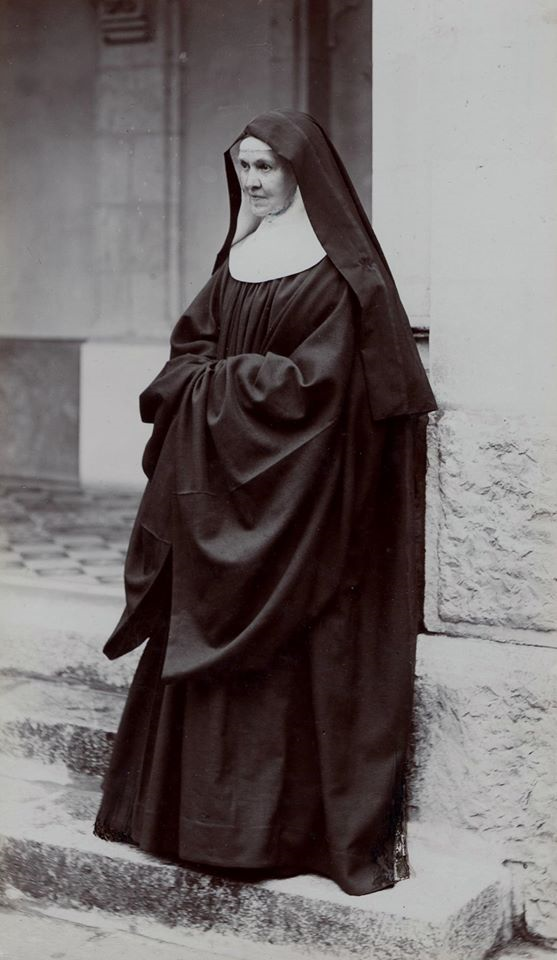
Adelaide all'abbazia di Sainte-Cécile de Solesmes

Suo marito, Michele, morì il 14 novembre 1866 prima che i loro figli avessero raggiunto l'età adulta. Adelaide avrebbe trascorso i successivi decenni tentando di combinare matrimoni importanti per i suoi figli.
Come risultato dei suoi tentativi riusciti in gran parte, i suoi nipoti includono (tra gli altri) Duarte Nuno, Duca di Braganza, Elisabetta Amalia, Principessa del Liechtenstein, Elisabetta, Regina dei Belgi, Maria Gabriella, Principessa della Corona di Baviera, Maria Adelaide, Granduchessa del Lussemburgo, Carlotta, Granduchessa del Lussemburgo, Antonietta, Principessa Ereditaria di Baviera, Saverio, Duca di Parma, Zita, Imperatrice d'Austria, Felice, Principe Consorte del Lussemburgo e Maria Adelaide, Infanta di Portogallo. Molti dei suoi discendenti hanno ereditato la sua longevità.
Nel 1895, due anni dopo il matrimonio della sua ultima figlia, Adelaide, da devota cattolica, si ritirò all'abbazia di Sainte-Cécile de Solesmes, nel nord-ovest della Francia. La comunità si trasferì a Cowes e poi a Ryde sull'Isola di Wight, dove Adelaide morì il 16 dicembre 1909 all'età di 78 anni. Nel 1967 sia il suo corpo che quello di suo marito sono stati spostati al mausoleo Braganza nel Monastero di São Vicente de Fora a Lisbona.

## Discendenza

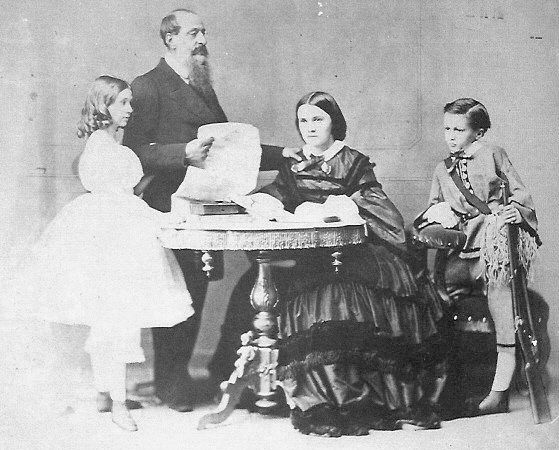
Michele I del Portogallo, Adelaide e la loro famiglia

Dal matrimonio tra Adelaide e Michele del Portogallo nacquero:
| Nome                             | Nascita           | Morte            | Note |
| -------------------------------- | ----------------- | ---------------- | --- |
| Maria das Neves                  | 5 agosto 1852     | 15 febbraio 1941 | Sposò Alfonso Carlos, Duca di San Jaime, Infante di Spagna. Pretendente al trono spagnolo (vedere: carlismo)   |
| Michele                          | 19 settembre 1853 | 11 ottobre 1927  | Duca di Braganza. Nonno dell'attuale pretendente Duarte Pio, Duca di Braganza.                                 |
| Maria Teresa                     | 24 agosto 1855    | 12 febbraio 1944 | Sposò l'Arciduca Carlo Ludovico d'Austria come sua terza moglie.                                               |
| Maria José                       | 19 marzo 1857     | 11 marzo 1943    | Sposò Carlo Teodoro, duca in Baviera (fratello dell'Imperatrice Elisabetta d'Austria) come sua seconda moglie. |
| Adelgonda, Duchessa di Guimarães | 10 novembre 1858  | 15 aprile 1946   | Sposò il sposò Principe Enrico di Borbone-Parma, Conte di Bardi, figlio di Carlo III di Parma.                 |
| Maria Anna                       | 13 luglio 1861    | 31 luglio 1942   | Sposò Guglielmo IV, Granduca di Lussemburgo.                                                                   |
| Maria Antonia                    | 28 novembre 1862  | 14 maggio 1959   | Sposò Roberto I, Duca di Parma come sua seconda moglie.                                                        |

## Ascendenza
|                                                                  |                                                     |                                                            | Genitori                                                                           |  |  | Nonni |  |  | Bisnonni                                                          |  |  | Trisnonni                                                    |  |
|                                                                  |                                                     |                                                            |                                                                                    |  |  |       |  |  | Domenico Costantino, IV Principe di Löwenstein-Wertheim-Rochefort |  |  | Principe Alessandro Teodoro di Löwenstein-Wertheim-Rochefort |  |
|                                                                  |                                                     |                                                            |                                                                                    |  |  |       |  |  | Domenico Costantino, IV Principe di Löwenstein-Wertheim-Rochefort |  |  | Principe Alessandro Teodoro di Löwenstein-Wertheim-Rochefort |  |
|                                                                  |                                                     | Contessa Luisa di Leiningen-Dachsburg-Hartenburg           |                                                                                    |  |  |       |  |  | Domenico Costantino, IV Principe di Löwenstein-Wertheim-Rochefort |  |  |                                                              |  |
| Carlo Tommaso, V Principe di Löwenstein-Wertheim-Rosenberg       |                                                     |                                                            |                                                                                    |  |  |       |  |  | Domenico Costantino, IV Principe di Löwenstein-Wertheim-Rochefort |  |  |                                                              |  |
|                                                                  |                                                     | Principessa Leopoldina di Hohenlohe-Waldenburg-Bartenstein | Luigi, Principe di Hohenlohe-Waldenburg in Bartenstein                             |  |  |       |  |  |                                                                   |  |  |                                                              |  |
|                                                                  |                                                     | Principessa Leopoldina di Hohenlohe-Waldenburg-Bartenstein | Luigi, Principe di Hohenlohe-Waldenburg in Bartenstein                             |  |  |       |  |  |                                                                   |  |  |                                                              |  |
|                                                                  |                                                     | Principessa Leopoldina di Hohenlohe-Waldenburg-Bartenstein | Contessa Polissena di Limburg-Stirum                                               |  |  |       |  |  |                                                                   |  |  |                                                              |  |
| Costantino, Principe Ereditario di Löwenstein-Wertheim-Rosenberg |                                                     | Principessa Leopoldina di Hohenlohe-Waldenburg-Bartenstein |                                                                                    |  |  |       |  |  |                                                                   |  |  |                                                              |  |
|                                                                  |                                                     | Giuseppe Nicola, Conte di Windisch-Grätz                   | Leopoldo Carlo Giuseppe, Conte di Windisch-Grätz                                   |  |  |       |  |  |                                                                   |  |  |                                                              |  |
|                                                                  |                                                     | Giuseppe Nicola, Conte di Windisch-Grätz                   | Leopoldo Carlo Giuseppe, Conte di Windisch-Grätz                                   |  |  |       |  |  |                                                                   |  |  |                                                              |  |
|                                                                  |                                                     | Giuseppe Nicola, Conte di Windisch-Grätz                   | Contessa Maria Antonia di Khevenhüller                                             |  |  |       |  |  |                                                                   |  |  |                                                              |  |
| Contessa Sofia di Windisch-Grätz                                 |                                                     | Giuseppe Nicola, Conte di Windisch-Grätz                   |                                                                                    |  |  |       |  |  |                                                                   |  |  |                                                              |  |
|                                                                  |                                                     | Principessa e Duchesse Leopoldina d'Arenberg               | Carlo Maria Raimondo d'Arenberg, Principe e V Duca d'Arenberg, XI Duca di Aarschot |  |  |       |  |  |                                                                   |  |  |                                                              |  |
|                                                                  |                                                     | Principessa e Duchesse Leopoldina d'Arenberg               | Carlo Maria Raimondo d'Arenberg, Principe e V Duca d'Arenberg, XI Duca di Aarschot |  |  |       |  |  |                                                                   |  |  |                                                              |  |
|                                                                  |                                                     | Principessa e Duchesse Leopoldina d'Arenberg               | Louise Margarete de la Marck-Schleiden, Contessa di Vardes                         |  |  |       |  |  |                                                                   |  |  |                                                              |  |
| Principessa Adelaide di Löwenstein-Wertheim-Rosenberg            |                                                     | Principessa e Duchesse Leopoldina d'Arenberg               |                                                                                    |  |  |       |  |  |                                                                   |  |  |                                                              |  |
|                                                                  | Cristiano Alberto, Principe di Hohenlohe-Langenburg | Luigi, Principe di Hohenlohe-Langenburg                    |                                                                                    |  |  |       |  |  |                                                                   |  |  |                                                              |  |
|                                                                  | Cristiano Alberto, Principe di Hohenlohe-Langenburg | Luigi, Principe di Hohenlohe-Langenburg                    |                                                                                    |  |  |       |  |  |                                                                   |  |  |                                                              |  |
|                                                                  | Cristiano Alberto, Principe di Hohenlohe-Langenburg | Contessa Eleonora di Nassau-Saarbrücken                    |                                                                                    |  |  |       |  |  |                                                                   |  |  |                                                              |  |
| Carlo Luigi, Principe di Hohenlohe-Langenburg                    | Cristiano Alberto, Principe di Hohenlohe-Langenburg |                                                            |                                                                                    |  |  |       |  |  |                                                                   |  |  |                                                              |  |
|                                                                  |                                                     | Principessa Carolina di Stolberg-Gedern                    | Federico Carlo, Principe di Stolberg-Gedern                                        |  |  |       |  |  |                                                                   |  |  |                                                              |  |
|                                                                  |                                                     | Principessa Carolina di Stolberg-Gedern                    | Federico Carlo, Principe di Stolberg-Gedern                                        |  |  |       |  |  |                                                                   |  |  |                                                              |  |
|                                                                  |                                                     | Principessa Carolina di Stolberg-Gedern                    | Contessa Luisa di Nassau-Saarbrücken                                               |  |  |       |  |  |                                                                   |  |  |                                                              |  |
| Principessa Agnese di Hohenlohe-Langenburg                       |                                                     | Principessa Carolina di Stolberg-Gedern                    |                                                                                    |  |  |       |  |  |                                                                   |  |  |                                                              |  |
|                                                                  |                                                     | Giovanni Cristiano II, Conte di Solms-Baruth               | Giovanni Carlo, Conte di Solms-Baruth                                              |  |  |       |  |  |                                                                   |  |  |                                                              |  |
|                                                                  |                                                     | Giovanni Cristiano II, Conte di Solms-Baruth               | Giovanni Carlo, Conte di Solms-Baruth                                              |  |  |       |  |  |                                                                   |  |  |                                                              |  |
|                                                                  |                                                     | Giovanni Cristiano II, Conte di Solms-Baruth               | Contessa Luisa di Lippe-Biesterfeld                                                |  |  |       |  |  |                                                                   |  |  |                                                              |  |
| Contessa Amalia Enrichetta di Solms-Baruth                       |                                                     | Giovanni Cristiano II, Conte di Solms-Baruth               |                                                                                    |  |  |       |  |  |                                                                   |  |  |                                                              |  |
|                                                                  |                                                     | Contessa Federica Luisa Reuss di Köstritz                  | Enrico VI, Conte Reuss di Köstritz                                                 |  |  |       |  |  |                                                                   |  |  |                                                              |  |
|                                                                  |                                                     | Contessa Federica Luisa Reuss di Köstritz                  | Enrico VI, Conte Reuss di Köstritz                                                 |  |  |       |  |  |                                                                   |  |  |                                                              |  |
|                                                                  |                                                     | Contessa Federica Luisa Reuss di Köstritz                  | Henrica Casado de Monteleone                                                       |  |  |       |  |  |                                                                   |  |  |                                                              |  |
|                                                                  |                                                     | Contessa Federica Luisa Reuss di Köstritz                  |                                                                                    |  |  |       |  |  |                                                                   |  |  |                                                              |  |